# Blood Money (Band)
Blood Money war eine englische NWoBHM- und Thrash-Metal-Band aus Manchester, die im Jahr 1984 gegründet wurde und sich 1987 wieder auflöste.

## Geschichte
Die Band wurde im Jahr 1984 von Sänger Danny Foxx, Gitarrist Gramie Dee, Bassist Dale Lee und Schlagzeuger Brett Avok gegründet. Nachdem ein erstes Demo produziert wurde, folgte im Jahr 1986 über Ebony Records das Debütalbum Red, Raw and Bleeding!. Das zweite Album erschien im Jahr 1987 unter dem Namen Battlescarred, ehe sich die Gruppe auflöste. Nach der Auflösung der Band gründete Danny Foxx zusammen mit Gitarrist Dave Kelly die Band Bison. Danach gründete Danny Foxx die Band Foxx, die sich später in Zionoiz und dann Sacrasanct umbenennen sollte. Danach erlitt Foxx einen Motorradunfall, der ihn in ein zweiwöchiges Koma versetzen sollte, wovon er sich jedoch wieder erholen konnte. Danach stieg er bei der Band China Beach ein. Zudem war er auch für den Sängerposten bei Iron Maiden im Gespräch, welchen jedoch letztendlich Blaze Bayley erlangen sollte.

## Stil
Die Band spielte Metal, der sich stark an den Werken ihrer Landsmänner von Venom orientierte.

## Diskografie
- 1985: Metalyzed (Demo, Eigenveröffentlichung)
- 1986: Red, Raw and Bleeding! (Album, Ebony Records)
- 1987: Battlescarred (Album, Ebony Records)